# Tournoi de tennis des championnes (WTA 2010)
Résultats détaillés de l'édition 2010 du tournoi de tennis professionnel féminin Tournoi de tennis des championnes.
Les huit compétitrices qualifiées s'affrontent dans un tableau à élimination directe (quart de finale, demi-finale puis finale). Une petite finale est prévue pour la détermination des troisième et quatrième places. 
La compétition ne comporte pas de tableau de double dames.

## Faits marquants
Les quarts de finale voient perdre, d'entrée de jeu, les quatre têtes de série de la compétition. 
Tout d'abord, l'ancienne numéro un mondiale Ana Ivanović réalise le carton plein, n'abandonnant qu'un seul jeu à Anastasia Pavlyuchenkova (tête de série no 3). Kimiko Date Krumm, quarante ans, honore l'invitation que lui ont octroyée les organisateurs du tournoi en dominant, en trois manches, Li Na (onzième mondiale au classement WTA et favorite). Tenante du titre, Aravane Rezaï (no 2) est quant à elle éliminée sans ménagement par la solide Alisa Kleybanova. Daniela Hantuchová, enfin, parvient à se hisser dans le dernier carré, aux dépens de Yanina Wickmayer (no 4).
En demi-finale, Date Krumm rend coup pour coup pendant deux manches face à Ivanović, mais finit par céder nettement dans le set décisif. Alisa Kleybanova bat de son côté aisément Daniela Hantuchová. La joueuse slovaque s'incline par ailleurs contre Date Krumm lors du match pour la troisième place.
En s'imposant en finale contre Alisa Kleybanova, Ana Ivanović remporte à Bali le dixième titre de sa carrière.

## Joueuses qualifiées
| N° | Joueuse                  | Parcours                  | Parcours                |
| 1  | Li Na                    | 1/4 de finale, battue par | Kimiko Date (WC)        |
| 2  | Aravane Rezaï            | 1/4 de finale, battue par | Alisa Kleybanova        |
| 3  | Anastasia Pavlyuchenkova | 1/4 de finale, battue par | Ana Ivanović            |
| 4  | Yanina Wickmayer         | 1/4 de finale, battue par | Daniela Hantuchová (WC) |
|    | Ana Ivanović             | Victoire, bat             | Alisa Kleybanova        |
|    | Alisa Kleybanova         | Finale, battue par        | Ana Ivanović            |
| WC | Daniela Hantuchová       | 1/2 finale, battue par    | Alisa Kleybanova        |
| WC | Kimiko Date              | 1/2 finale, battue par    | Ana Ivanović            |

Caroline Wozniacki, Vera Zvonareva, Kim Clijsters et Francesca Schiavone auraient été qualifiées pour le tournoi, ayant toutes remporté au moins un tournoi International en 2010, mais leur place au sein des huit meilleures joueuses mondiales leur a permis de participer aux Masters, plus prestigieux.
Venus Williams, qui aurait de toute manière été qualifiée pour les Masters, ainsi que Justine Henin, Maria Sharapova et Kaia Kanepi auraient pu prendre part au tournoi si elles n'avaient pas mis un terme à leur saison.
Comme l'année précédente, l'Italienne Flavia Pennetta, pourtant qualifiée, renonce pour sa part à disputer l'épreuve, en raison de sa participation (la même semaine) à la finale de la Fed Cup face aux États-Unis.

## Résultats en simple

### Tableau
|  |                    |                  |                  |          |                    |                   |      |            |            |                               |                               |                               |                               |                               |        |        |        |        |        |  |  |
|  | 1er tour           | 1er tour         | 1er tour         | 1er tour | 1er tour           |                   |      | 1/2 finale | 1/2 finale | 1/2 finale                    | 1/2 finale                    | 1/2 finale                    |                               |                               | Finale | Finale | Finale | Finale | Finale |  |  |
|  |                    |                  |                  |          |                    |                   |      |            |            |                               |                               |                               |                               |                               |        |        |        |        |        |  |  |
|  |                    |                  |                  |          |                    |                   |      |            |            |                               |                               |                               |                               |                               |        |        |        |        |        |  |  |
|  | Li Na              | (1)              | 4                | 6        | 4                  |                   |      |            |            |                               |                               |                               |                               |                               |        |        |        |        |        |  |  |
|  | Li Na              | (1)              | 4                | 6        | 4                  |                   |      |            |            |                               |                               |                               |                               |                               |        |        |        |        |        |  |  |
|  | Kimiko Date-Krumm  | (WC)             | 6                | 3        | 6                  |                   |      |            |            |                               |                               |                               |                               |                               |        |        |        |        |        |  |  |
|  | Kimiko Date-Krumm  | (WC)             | 6                | 3        | 6                  | Kimiko Date-Krumm | (WC) | 5          | 7          | 2                             |                               |                               |                               |                               |        |        |        |        |        |  |  |
|  |                    |                  |                  |          |                    | Kimiko Date-Krumm | (WC) | 5          | 7          | 2                             |                               |                               |                               |                               |        |        |        |        |        |  |  |
|  |                    |                  | Ana Ivanović     |          | 7                  | 65                | 6    |            |            |                               |                               |                               |                               |                               |        |        |        |        |        |  |  |
|  | Ana Ivanović       |                  | Ana Ivanović     | 6        | 7                  | 65                | 6    | 6          |            |                               |                               |                               |                               |                               |        |        |        |        |        |  |  |
|  | Ana Ivanović       |                  |                  |          |                    |                   |      | 6          |            |                               |                               |                               |                               |                               |        |        |        |        |        |  |  |
|  | A. Pavlyuchenkova  | (3)              | 0                | 1        |                    |                   |      |            |            |                               |                               |                               |                               |                               |        |        |        |        |        |  |  |
|  | A. Pavlyuchenkova  | (3)              | 0                | 1        |                    |                   |      |            |            |                               |                               | Ana Ivanović                  |                               | 6                             | 7      |        |        |        |        |  |  |
|  |                    |                  |                  |          |                    |                   |      |            |            |                               |                               | Ana Ivanović                  |                               | 6                             | 7      |        |        |        |        |  |  |
|  |                    | Alisa Kleybanova |                  | 2        | 65                 |                   |      |            |            |                               |                               |                               |                               |                               |        |        |        |        |        |  |  |
|  | Yanina Wickmayer   | Alisa Kleybanova | (4)              | 2        | 65                 | 4                 | 65   |            |            |                               |                               |                               |                               |                               |        |        |        |        |        |  |  |
|  | Yanina Wickmayer   |                  |                  |          |                    |                   | 65   |            |            |                               |                               |                               |                               |                               |        |        |        |        |        |  |  |
|  | Daniela Hantuchová | (WC)             | 6                | 7        |                    |                   |      |            |            |                               |                               |                               |                               |                               |        |        |        |        |        |  |  |
|  | Daniela Hantuchová | (WC)             | 6                | 7        | Daniela Hantuchová | (WC)              | 3    | 1          |            |                               |                               |                               |                               |                               |        |        |        |        |        |  |  |
|  |                    |                  |                  |          |                    | (WC)              | 3    | 1          |            |                               |                               |                               |                               |                               |        |        |        |        |        |  |  |
|  |                    |                  | Alisa Kleybanova |          | 6                  | 6                 |      |            |            | Match pour la troisième place | Match pour la troisième place | Match pour la troisième place | Match pour la troisième place | Match pour la troisième place |        |        |        |        |        |  |  |
|  | Alisa Kleybanova   |                  | Alisa Kleybanova | 6        | 6                  | 6                 | 6    |            |            | Match pour la troisième place | Match pour la troisième place | Match pour la troisième place | Match pour la troisième place | Match pour la troisième place |        |        |        |        |        |  |  |
|  | Alisa Kleybanova   |                  |                  |          |                    |                   |      |            |            |                               |                               |                               |                               |                               |        |        |        |        |        |  |  |
|  | Aravane Rezaï      | (2)              | 1                | 2        |                    |                   |      |            |            |                               |                               |                               |                               |                               |        |        |        |        |        |  |  |
|  | Aravane Rezaï      | (2)              | 1                | 2        |                    |                   |      |            |            |                               |                               |                               |                               | Kimiko Date-Krumm             | (WC)   | 7      | 7      |        |        |  |  |
|  |                    |                  |                  |          |                    |                   |      |            |            |                               |                               |                               |                               | Kimiko Date-Krumm             | (WC)   | 7      | 7      |        |        |  |  |
|  | Daniela Hantuchová | (WC)             | 5                | 5        |                    |                   |      |            |            |                               |                               |                               |                               |                               |        |        |        |        |        |  |  |